# 海姆斯朱瓦馬
36°09′30″N 3°08′25″E / 36.15833°N 3.14028°E

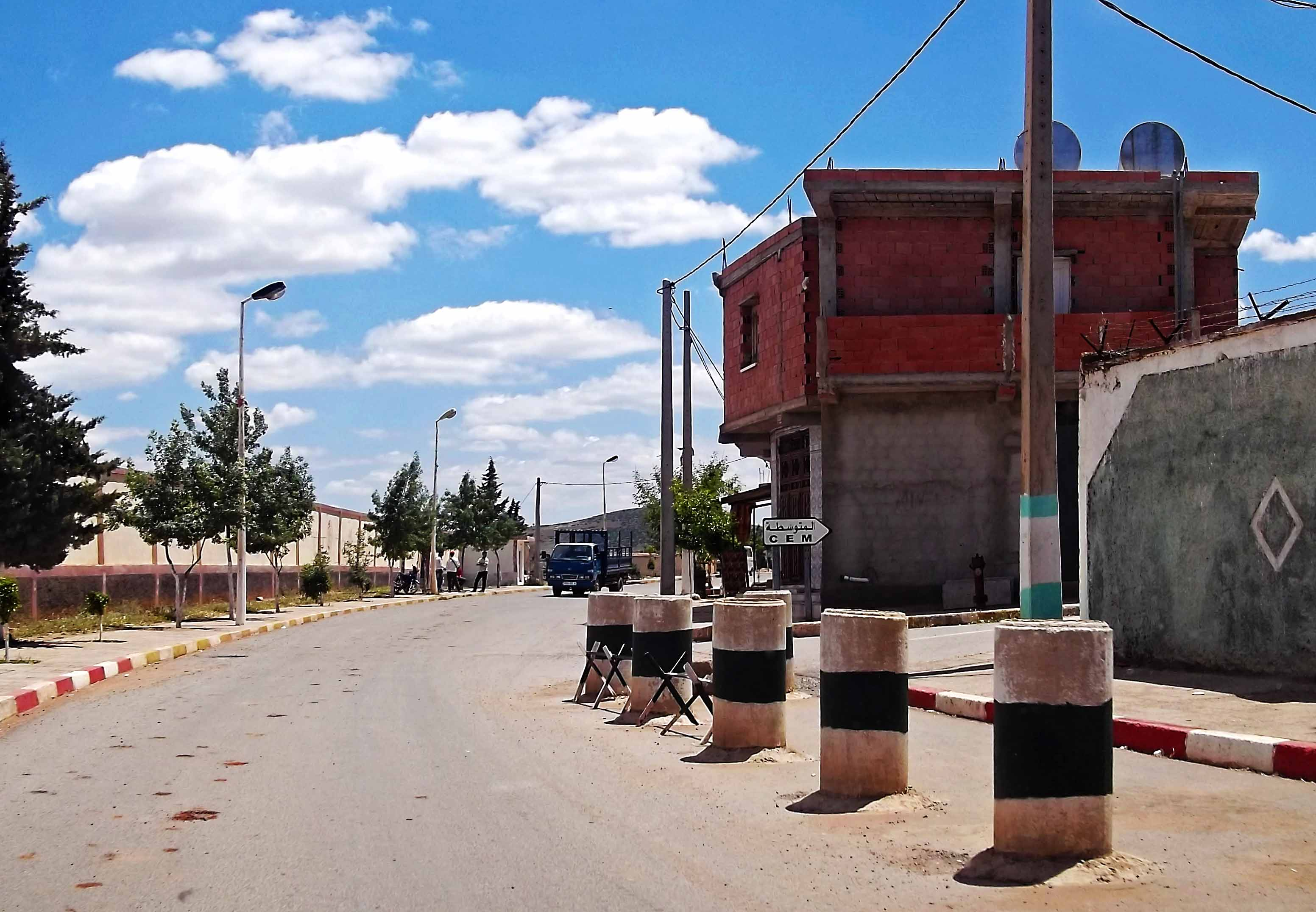
海姆斯朱瓦馬

海姆斯朱瓦馬（阿拉伯语：‎，英文：Khams Djouamaa ）。这是一个位于阿爾及利亞的城鎮，坐落該國北部麥迪亞省，由西迪納曼區負責管轄，面積62平方公里，2008年人口10,291，人口密度每平方公里166人。